# Alicia & John, el peronismo olvidado
Alicia & John, el peronismo olvidado es un documental cinematográfico dirigido por Carlos Castro, que refleja la biografía de la pareja de militantes peronistas John William Cooke y Alicia Eguren. Premiado en varios certámenes argentinos,[cita requerida] el film se presentó el 7 de noviembre de 2008 en el Festival de Mar del Plata y se estrenó en cines el 12 de noviembre de 2009.

## Argumento
En un formato documental de testimonios fusionado con secuencias de ficción, la película recorre la vida de esta pareja al mismo tiempo que conjuga la historia del movimiento peronista, sus victorias, anhelos y fracasos. Con gran rigor de datos, informaciones e imágenes, Carlos Castro va armando la trama argumental sobre la vida y lucha de John William Cooke y su compañera en la vida y militancia Alicia Eguren.
John William Cooke fue una de las figuras más destacadas de la izquierda peronista, el primer delegado de Juan Perón y líder de la resistencia peronista tras el golpe militar de 1955. Su compañera de vida, Alicia Eguren, amiga del Che Guevara lo acercó definitivamente a la revolución cubana en 1960, donde participó en la defensa de Bahía de Cochinos frente a la invasión norteamericana. Cooke regresó a Argentina en 1963 e intentó la fusión del peronismo y el guevarismo, además de participar con Alicia en la formación de grupos de apoyo al Che en su intento de regresar a Argentina vía Bolivia.

## Reparto principal
- Ana Celentano como Alicia Eguren
- Carlos Portaluppi como John William Cook